# Боргосатоло
Боргосатоло (итал. Borgosatollo) је насеље у Италији у округу Бреша, региону Ломбардија.
Према процени из 2011. у насељу је живело 8455 становника. Насеље се налази на надморској висини од 115 м.

## Становништво
| 1931. | 1936. | 1951. | 1961. | 1971. | 1981. | 1991. | 2001. | 2011. |
| ----- | ----- | ----- | ----- | ----- | ----- | ----- | ----- | ----- |
| 3.371 | 3.681 | 4.230 | 5.009 | 5.948 | 6.813 | 7.289 | 7.972 | 9.094 |